# ستومون
شهر ستومون (به فرانسوی: Stoumont) در شهرستان ورویه  در استان لیئژ  در منطقه فدرال والوون در کشور بلژیک واقع شده‌است.